# Nuruddin Farah
Nuruddin Farah (Baidoa, el 24 de noviembre de 1945) escritor somalí en lengua inglesa, interesado, entre otros temas, en los derechos de la mujer en la Somalia postcolonial. 

## Biografía
Hijo de un comerciante y una poetisa, estudió filosofía y literatura en la Universidad del Punjab en Chandigarh, India, tras lo cual pensaba regresar Somalia para ejercer de profesor en Mogadiscio. Sus libros, críticos con la dictadura de Mohamed Siad Barre, provocaron su exilio de Somalia del que solo regresó en 1996. Actualmente reside en Ciudad del Cabo, Sudáfrica. Hace periódicas visitas a su país. En 1992 se casó con Amina Mama, con quien tuvo dos hijos.
Ha escrito y habla varias lenguas: árabe, amárico, italiano, y por supuesto inglés. Luego de publicar un cuento en somalí, comenzó a escribir en inglés siendo todavía estudiante en la India. En 1996, fue  galardonado con el Neustadt International Prize for Literature. A nivel literario, sus obras tienen 2 grandes protagonistas: la propia Somalia y su proceso de autodestrucción ("escribo sobre mi país, para tratar de mantenerlo vivo"), y el papel de la mujer somalí.

## Algunas obras
- ¿Por qué morir tan pronto? (1965), novela
- Aguja desnuda (1976), ISBN 0435901842
- Sardinas (1981), ISBN 155597161X
- Sésamo cerrado (1983), ISBN 1555971628
- Mapas (1986), ISBN 0140296433
- Regalos (1993), ISBN 1559704845, novela
- Secretos (1998), ISBN 155970427, novela
- Territorios (2000), ISBN 284261190X
- Enlaces (2004), ISBN 1573222658
- Nudos (2007), ISBN 978-84-9841-807-1, novela